# Lejonbacken

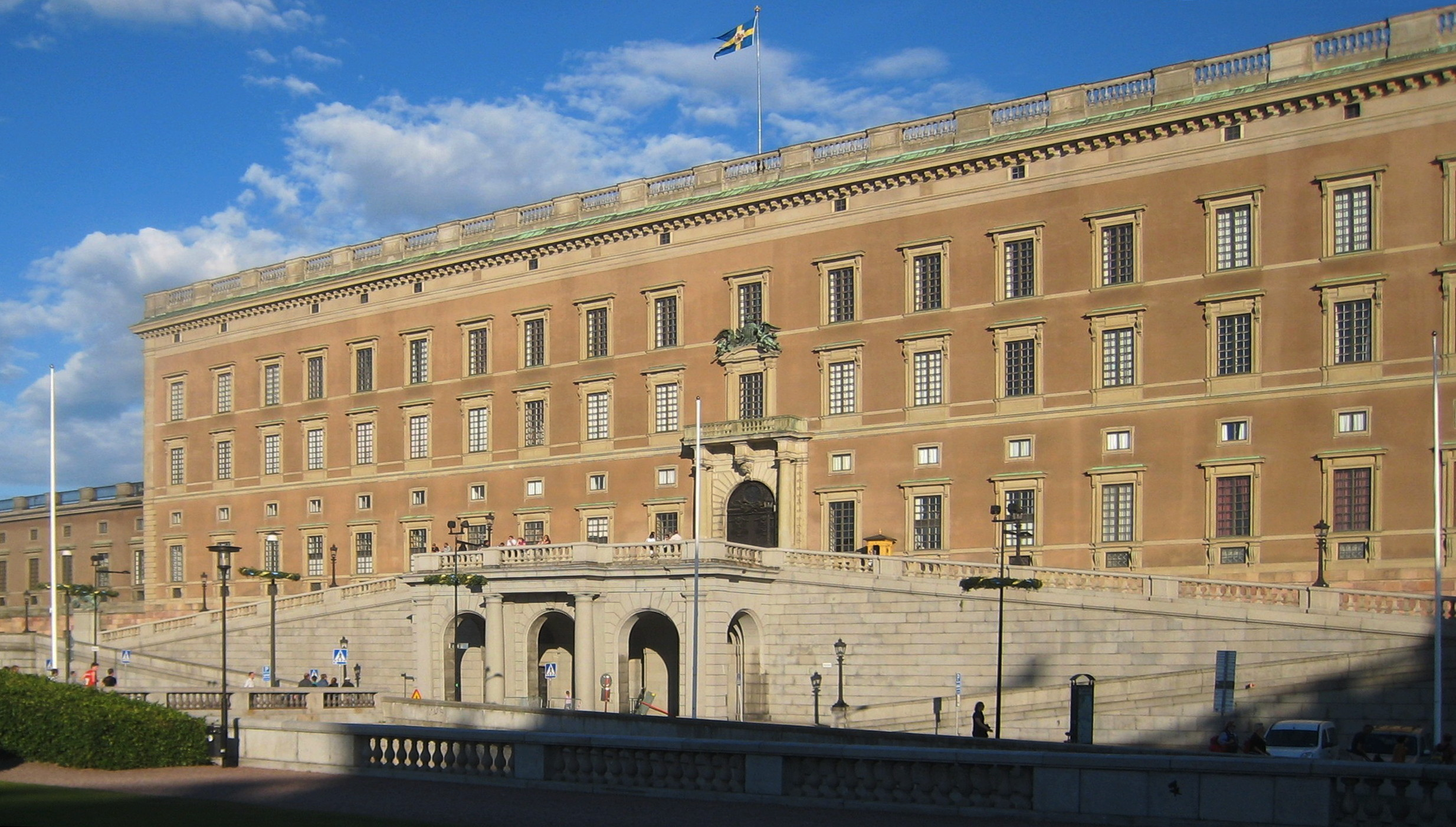
Lejonbacken sedd från Helgeandsholmen.

Lejonbacken är en anläggning av grusade uppfarter till norra entrén på Stockholms slott. Anläggningen är en integrerad del av slottsbyggnaden, och fick sitt namn på 1780-talet av de båda Slottslejonen som pryder den nedre delen av den övre stenbalustraden. Anläggningen slutfördes under ledning av Carl Fredrik Adelcrantz. Slottets norra fasad får mycket sin prägel av den stentäckta sidan av uppfarterna, som kröns av en platå som överblickar Norrbro och Gustav Adolfs torg.

## Historik och utförande

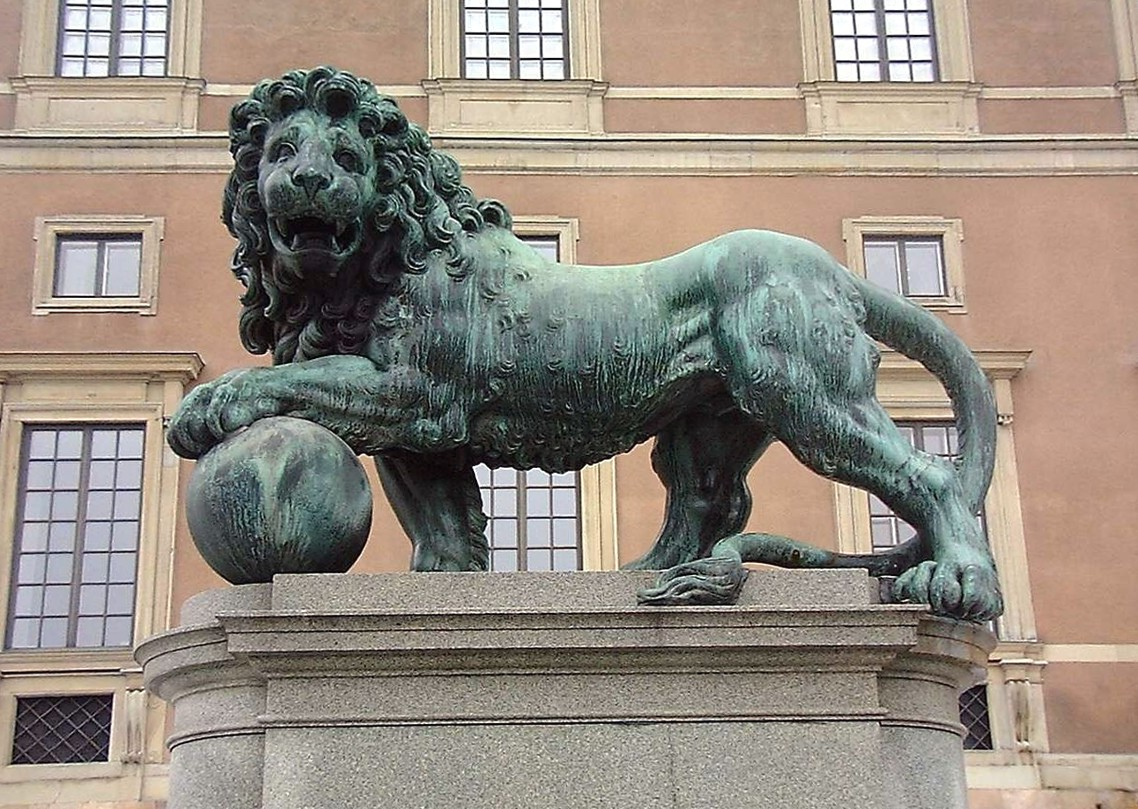
En av Slottslejonen vid Lejonbacken.

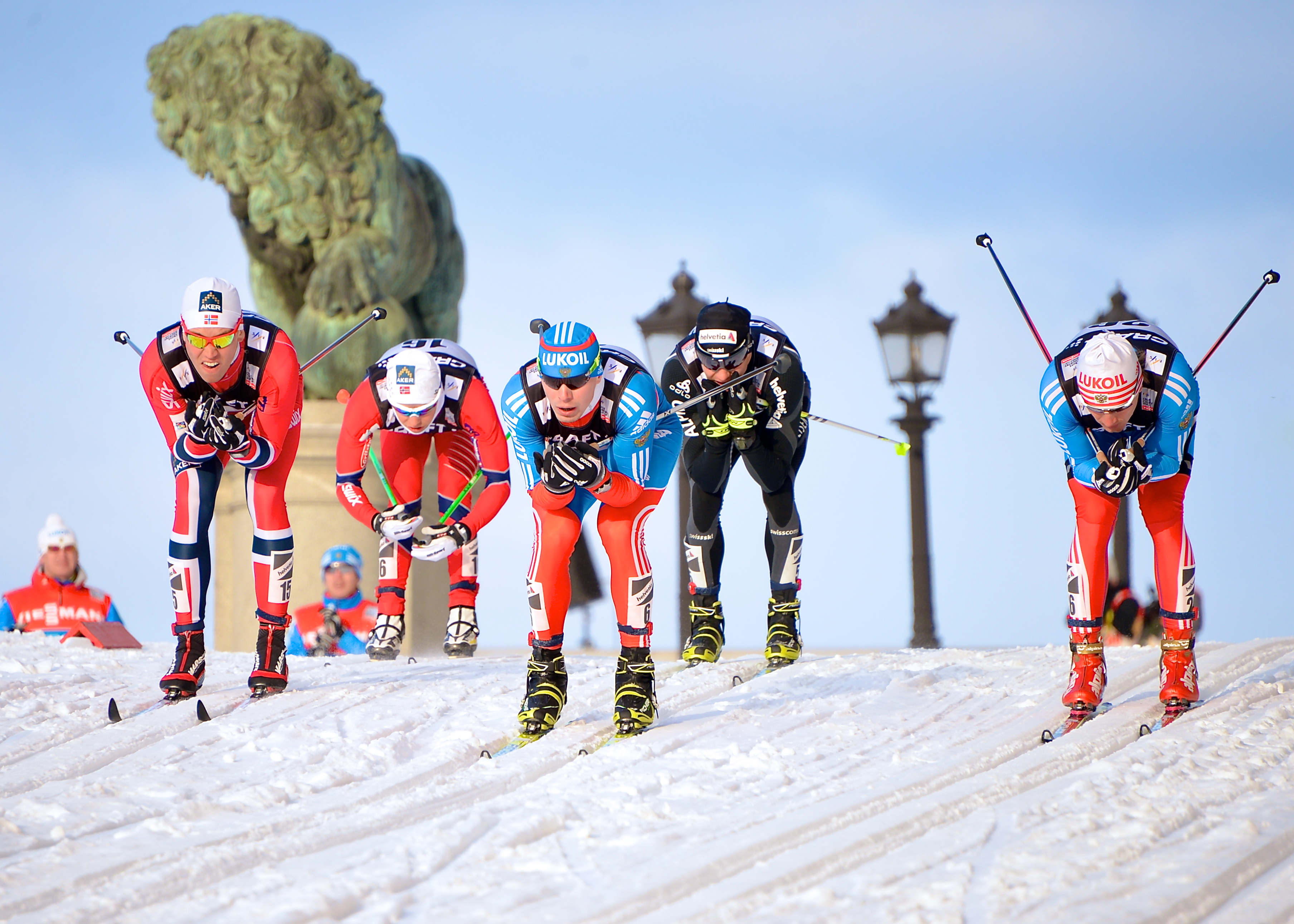
Sprintåkare under Royal Palace Sprint 2013 åker nerför Lejonbacken.

Anläggningen Lejonbacken var på förslag redan för det gamla slottet Tre Kronor. När detta brann ner 1697, överfördes denna plan på det nya slottet och anläggningen, med bronslejon, stod klar redan 1704, innan själva slottet färdigställts. De sista delarna, anslutningen till gatuplanet, slutfördes 1826–1834 efter Per Axel Nyströms ritningar.
Slottslejonen på Lejonbacken är utförda i brons av den franske skulptören Bernard Foucquet, med Medici-lejonen vid Villa Medici i Rom som förebild. Modellerna till lejonen godkändes 1700 av Karl XII, varefter bronslejonen göts i gjuthuset på Norrmalm 1702 respektive 1704. De ställdes därefter upp på Lejonbacken som en kunglig maktsymbol. Bronset till lejonen kom från en brunn tagen som krigsbyte på slottet Kronborg vid Helsingör, under Karl X Gustavs fälttåg i Danmark. Socklarna består av granit och är 1,9 × 2,7 × 1,2 meter.
Under Lejonbacken ligger entrén till Museum Tre Kronor där man bland annat kan se rester av Tre Kronors murar mot norr.